# 도메스틱 롱헤어
도메스틱 롱헤어(Domestic long-haired cat)는 중장모 및 장모의 잡종 고양이이다. 도메스틱 롱헤어는 다양한 등록소에서 정의한 표준화된 품종인 '롱헤어' 이름을 가진 다른 품종과 혼동해서는 안 된다. 도메스틱 롱헤어는 미국에서 세 번째로 흔한 고양이 종류이다.

## 같이 보기
- 도메스틱 쇼트헤어